# Бойко Ярослав Миколайович
Яросла́в Микола́йович Бо́йко (14 травня 1970) — російський актор театру і кіно українського походження.

## Життєпис
Народився 14 травня 1970 року в Києві у сім'ї військового.
Закінчив 3 курси механіко-металургійного технікуму та два курси Київського театрального інституту імені Карпенка-Карого. 
У 1995 році закінчив Школу-студію МХАТ (курс А. Б. Покровської).
Працював у МХАТі. 
З 1995 року — актор Московського театру-студії під керівництвом Олега Табакова.

### Особисте життя
Одружений з хореографом Рамуне Ходоркайте. Має сина Максима (2000) та дочку Емілію (2003).

## Фільмографія
- 1991 «Круїз або розлучна подорож»
- 1996 «Повернення „Броненосця“» — епізод
- 1996 «Операція „Контракт“» (Україна) — Женя
- 1999—2000 «Каменська» — майор Вадим Бойцов
- 2000 «У серпні 44-го…» — капітан Анікушин, помічник коменданта
- 2001 «Далекобійники» — «Сєвєр»
- 2005 «Бухта Філіпа» — Освальд
- 2006 «Обережно, блондинки» — Андрій
- 2008 «Катарсис» — головна роль
- 2008 «Лід у кавовій гущі» — Максим Сергійович
- 2008 «Чоловік для життя, або На шлюб не претендую» — Гліб
- 2008 Парі на кохання — Роман
- 2008 «Ми дивно зустрілися»
- 2013 «Янгол або демон»
- та інші...